# رويس هاويس
رويس هاويس (بالإنجليزية: Royce Howes) هو محرر وصحفي أمريكي، ولد في 3 يناير 1901، وتوفي في 18 مارس 1973.